# God of Our Fathers
God of Our Fathers (Deus de Nossos Pais) é um hino cristão americano do século XIX, escrito para comemorar o 100º aniversário da Declaração de Independência dos Estados Unidos em 1876. O hino foi escrito por Daniel Crane Roberts, um presbítero da Igreja Episcopal Protestante, que também serviu como vigário da igreja de St. Paul em Concord, Nova Hampshire.

## História
Roberts havia servido na Guerra Civil Americana. Logo, em 1892, enviou o hino que escreveu anonimamente à Convenção Geral da Igreja Episcopal, para que este fosse considerado por um grupo encarregado de revisar o Hinário Episcopal. Se o grupo aceitasse o hino, Roberts disse que enviaria-lhes seu nome.
A comissão aprovou, e o editor do hinário, o reverendo Dr. Tucker, junto do organista George William Warren, que eram responsáveis por selecionar um hino para a comemoração do centenário da Constituição dos Estados Unidos, escolheram a letra de Roberts, que fora originalmente cantada com uma música chamada "Russian Hymn". George W. Warren, então, compôs uma nova partitura chamada "National Hymn".
Desde então, o hino de Roberts e a partitura de Warren foram publicados em diversos hinários cristãos, sendo até hoje cantados em algumas igrejas protestantes e pentecostais. Inclusive teve diferentes traduções para o português em hinários de igrejas no Brasil, como o hino nº 18 do presbiteriano Novo Cântico, "Deus dos Antigos", o hino nº 333 do Hinário Adventista do Sétimo Dia, "Há um Dever", e o de nº 395 do Hinos de Louvores e Súplicas a Deus, ""Eis-Me aqui", dirá o Criador".